# Polygonum
Genre
Polygonum est un genre de plantes à fleurs de la famille des Polygonaceae. Il comprend plus d'une centaine d'espèces réparties dans le monde entier. Polygonum aviculare est l'espèce type.

## Liste des espèces
Selon GBIF (29 mai 2021) :
- Polygonum acerosum Ledeb. ex Meisn.
- Polygonum acetosum Eichw.
- Polygonum acetosum M.Bieb.
- Polygonum achoreum Blake
- Polygonum acutum Gand.
- Polygonum afghanicum Meisn.
- Polygonum afromontanum Greenway
- Polygonum afyonicum Leblebici & Gemici
- Polygonum albanicum Jáv.
- Polygonum aleppicum Boiss. & Hausskn. ex Boiss.
- Polygonum alismaefolium Fedde
- Polygonum alopecuroides Turcz. ex Besser
- Polygonum alpestre Wender.
- Polygonum anacampseros L.
- Polygonum angustifolium Raf.
- Polygonum angustifolium Sessé & Moc.
- Polygonum angustifolium hort. ex Poir., 1804
- Polygonum anomalum Bruyn
- Polygonum arachnoideum Klotzsch ex Hook.f.
- Polygonum araricum Gand.
- Polygonum araucanum Phil.
- Polygonum arcuatum Greene
- Polygonum arenarium Waldst. & Kit.
- Polygonum arenastrum Boreau
- Polygonum argyrocoleum Steud. ex Kunze
- Polygonum arussense Chiov.
- Polygonum ascendens Pritz.
- Polygonum aschersonianum H.Gross
- Polygonum assamicum Gand.
- Polygonum austiniae Greene
- Polygonum aviculare L.
- Polygonum aviculare Walp., 1843
- Polygonum axillare Kuntze
- Polygonum balansae Boiss.
- Polygonum baltistanicum Chaudhri
- Polygonum bargusinense Peshkova
- Polygonum bellardii All.
- Polygonum betpakdalense Bajtenov
- Polygonum betpakdalense Bojt.
- Polygonum bettfreudianum Lindau
- Polygonum biaristatum Aitch. & Hemsl.
- Polygonum bidwelliae S.Watson
- Polygonum bishirae Buch.-Ham. ex Hook.f.
- Polygonum bistorta Garcke
- Polygonum bolanderi W.H.Brewer ex A.Gray
- Polygonum borgoicum Tupitz.
- Polygonum bornmuelleri Litv.
- Polygonum bowenkampii Phil.
- Polygonum brachytrichum Ohwi
- Polygonum brasiliense K.Koch
- Polygonum breviarticulatum Rech.fil.
- Polygonum brittingeri Beck
- Polygonum californicum Meisn.
- Polygonum canescens Link ex Dethard.
- Polygonum cappadocicum Boiss. & Balansa
- Polygonum cappadocium Boiss. & Balansa
- Polygonum cascadense W.H.Baker
- Polygonum cashmirense H.Gross
- Polygonum cashmiriense H.Gross
- Polygonum cedrorum Boiss. & Kotschy ex Boiss.
- Polygonum centinodum Lam.
- Polygonum chiloensis Rech.f.
- Polygonum ciliare Kit., 1864
- Polygonum ciliatum Buch.-Ham. ex D.Don
- Polygonum ciliatum Lour.
- Polygonum coarctatum Douglas ex Hook., 1838
- Polygonum coccolaba Steud., 1841
- Polygonum cognatum Meisn.
- Polygonum confertiflorum Douglas ex Hook., 1838
- Polygonum corrigioloides Jaub. & Spach
- Polygonum corsiuanum Link
- Polygonum crassum Lojac.
- Polygonum cretaceum Kom.
- Polygonum crispatum C.B.Clarke
- Polygonum czukavinae Soják
- Polygonum darrisii H.Lév.
- Polygonum debeauxii Legrand
- Polygonum delfini Phil.
- Polygonum dissitiflorum Guss. ex Nyman, 1881
- Polygonum distichus Kunth
- Polygonum donii Wight
- Polygonum douglasii Greene
- Polygonum duclouxii H.Lév., 1915
- Polygonum ebracteatum Munshi & Javeid
- Polygonum ekimianum Leblebici, H.Duman & Aytaç
- Polygonum engelmannii Greene
- Polygonum ephedroides Hook.f.
- Polygonum equisetiforme Sm.
- Polygonum erectum L.
- Polygonum euryale Gand.
- Polygonum fastigiatum Raf.
- Polygonum fibrilliferum Kom.
- Polygonum flagellare Bertol. ex Sebast. & Mauri
- Polygonum floribundum Schltdl. ex Spreng.
- Polygonum fluviatile Ham. ex Hook.f.
- Polygonum fowleri B.L.Rob.
- Polygonum fowleri Rob.
- Polygonum gabrielae Costea & Tardif
- Polygonum ganderbalense Munshi & Javeid
- Polygonum geniculatum Bellardi ex Colla
- Polygonum geniculatum Riddell, 1853
- Polygonum glandulosopilosum De Wild.
- Polygonum glandulosum Kitt.
- Polygonum glareosum Phil., 1895
- Polygonum glaucescens N.A.Ivanova ex Tupitz.
- Polygonum glaucum Nutt.
- Polygonum gmelinii Steud.
- Polygonum graminifolium Heuff.
- Polygonum gussonei Tod. ex Ces., Pass. & Gibelli, 1874
- Polygonum gussonei Tod. ex Lojac., 1907
- Polygonum guttuliferum Miq. ex Hook.f.
- Polygonum hassanabdalicum Chaudhri
- Polygonum herniarioides Strachey & Winterb. ex Hook.f., 1886
- Polygonum heterosepalum M.Peck & Ownbey
- Polygonum hickmanii H.R.Hinds & Rand.Morgan
- Polygonum hirsutum Hook.f., 1886
- Polygonum hirtum Ruiz & Pav.
- Polygonum hohuanshanense S.S.Ying
- Polygonum huichunense F.Z.Li, Y.T.Hou & C.Y.Qu
- Polygonum humifusum C.Merck ex K.Koch
- Polygonum humifusum Mert. ex C.Koch
- Polygonum humifusum Pall. ex Ledeb.
- Polygonum hydropiperoides Pursh, 1813
- Polygonum hypostictum Miq. ex Hook.f.
- Polygonum hyrcanicum Rech.fil.
- Polygonum icaricum Rech.fil.
- Polygonum idaeum Hayek
- Polygonum ilanense Y.C.Liu & C.H.Ou
- Polygonum imbricatum Raf.
- Polygonum incanum Huber, 1909
- Polygonum inflexum Kom.
- Polygonum inglesii Sennen, 1927
- Polygonum insulare Lojac.
- Polygonum insulare M.M.Maksimova
- Polygonum intermedium Kit. ex Rochel
- Polygonum intramongolicum Borodina
- Polygonum intricatum Tod. ex Lojac.
- Polygonum iranicum Mozaff.
- Polygonum iseanum Makino
- Polygonum istanbulicum M.Keskin
- Polygonum ituripense Mischurov
- Polygonum junceum A.Cunn.
- Polygonum kakaii (H.Hara) Makino
- Polygonum karacae Ziel. & Borat.
- Polygonum kelloggii Greene
- Polygonum kermesinum Kingdon-Ward
- Polygonum kolumense A.P.Khokhr.
- Polygonum korthalsii Gand.
- Polygonum kurilense Tatew.
- Polygonum lacerum Kunth
- Polygonum leblebicii Yıld., 2011
- Polygonum leptocarpum B.L.Rob.
- Polygonum leptostachyum Bruyn
- Polygonum liaotungense Kitag.
- Polygonum libani Boiss.
- Polygonum linifolium Perr. ex Meisn.
- Polygonum longiocreatum Bartlett
- Polygonum longipes Halácsy & Charrel
- Polygonum louci Gand.
- Polygonum macrohymenium Boiss.
- Polygonum majus (Meisn.) Piper
- Polygonum marinense T.R.Mert. & Raven
- Polygonum maritimum L.
- Polygonum martini Gand.
- Polygonum melastomaca Delile
- Polygonum melihae Gemici & Kit Tan
- Polygonum mesembricum Chrtek
- Polygonum metzianum Miq. ex Hook.f.
- Polygonum mezianum H.Gross
- Polygonum middenorfii Kongar
- Polygonum minimum S.Watson
- Polygonum minutissimum Z.Wei & Y.B.Chang
- Polygonum mirajabii Chaudhri
- Polygonum mixtum Goiran & Tonini
- Polygonum modestum Heimerl
- Polygonum mollifolium Gand.
- Polygonum molliiforme Boiss.
- Polygonum multiflorum Gueldenst.
- Polygonum multisetum Delile
- Polygonum nanetense Gand.
- Polygonum niloticum Lehm. ex Steud.
- Polygonum nitidum Ruiz & Pav.
- Polygonum norvegicum (Sam.) Sam. ex Lid
- Polygonum novae-var
- Polygonum novum Biroli ex Colla
- Polygonum nudiflorum Raf.
- Polygonum nuttallii Small
- Polygonum obscurum Gand.
- Polygonum obtusifolium Täckh. & Boulos
- Polygonum ochreatum L.
- Polygonum ochroleucum Gand.
- Polygonum oenochroon Gand.
- Polygonum oligophyllum Gand.
- Polygonum olivascens Rech.fil. & Schiman-Czeika
- Polygonum omerostmmum Ohki
- Polygonum orientale R.Br., 1810
- Polygonum orientale Wall., 1829
- Polygonum orientale hort. ex Meisn., 1856
- Polygonum oxyspermum C.A.Mey. & Bunge
- Polygonum oxyspermum C.A.Mey. & Bunge ex Ledeb.
- Polygonum pachystachyum Raf.
- Polygonum palaestinum Zohary
- Polygonum palastinum Zohary
- Polygonum paludosum Griff.
- Polygonum palustre D.Parodi
- Polygonum pangianum (G.D.Pal & Maiti) R.C.Srivast.
- Polygonum paniculatum L.
- Polygonum pannonicum Simonk.
- Polygonum pannosum S.S.Sharp ex A.Nelson
- Polygonum pannosum S.S.Sharp, 1913
- Polygonum papillosum Hartvig
- Polygonum paronychia Cham. & Schltdl.
- Polygonum paronychioides C.A.Mey.
- Polygonum paronychioides Small, 1900
- Polygonum parryi Greene
- Polygonum patuliforme Vorosch.
- Polygonum patuliforrne Vorosch.
- Polygonum patulum M.Bieb.
- Polygonum pauciflorum Gand.
- Polygonum pensylvanicum Curtis
- Polygonum persicaria Wahlenb. ex Nyman, 1881
- Polygonum pingwuense F.Z.Li, Y.T.Hou & S.J.Fan
- Polygonum plebejum R.Br.
- Polygonum podlechii Rech.fil. & Schiman-Czeika
- Polygonum polyanthos Bruyn
- Polygonum polycnemoides Jaub. & Spach
- Polygonum polygaloides Meisn.
- Polygonum posumbu Wall., 1829
- Polygonum praelongum Coode & Cullen
- Polygonum pringlei Small
- Polygonum procumbens Sessé & Moc.
- Polygonum propinquum Ledeb.
- Polygonum psammophilum (Bordz. ex Tzvelev) Tzvelev
- Polygonum pteranthum Kitag.
- Polygonum punctatum Kit., 1864
- Polygonum pusillum Kit., 1864
- Polygonum pusillum Kitt.
- Polygonum pusillum Krock.
- Polygonum pusporium Gilib.
- Polygonum ramosissimum Michx.
- Polygonum ramuliflorum Kitag.
- Polygonum recumbens Royle ex Bab.
- Polygonum reichenbachii Gand.
- Polygonum rheiflorum Griff.
- Polygonum richteri Gand.
- Polygonum rigidulum (Greene) Fedde, 1905
- Polygonum rigidum Skvortsov
- Polygonum robertii Loisel.
- Polygonum robynsii De Wild.
- Polygonum romanum Jacq.
- Polygonum rottboellioides Jaub. & Spach
- Polygonum roylei Bab.
- Polygonum rubricaule Raf.
- Polygonum ruizianum K.Koch
- Polygonum runcinatum Buch.-Ham., 1825
- Polygonum ruscinonense Gand.
- Polygonum ryukyuense Kitag.
- Polygonum salebrosum Coode & Cullen
- Polygonum salicifolium Brouss.
- Polygonum salicinum Greene
- Polygonum salicornioides Jaub. & Spach ex Boiss.
- Polygonum salsugineum M.Bieb.
- Polygonum samsunicum Yild. & Leblebici
- Polygonum sanguinaria Remy
- Polygonum sanguineum Larrañaga
- Polygonum sarobiense Rech.fil.
- Polygonum sawatchense Small
- Polygonum scandens Vell.
- Polygonum schimperi Vatke ex Engl.
- Polygonum schischkinii N.A.Ivanova ex Borodina
- Polygonum schistosum Czukav.
- Polygonum schychowscii Andrz. ex Trautv.
- Polygonum sclerophloeum Gand.
- Polygonum scoparium Req. ex Loisel.
- Polygonum sentivosum Franch. & Sav.
- Polygonum serotinum Raf.
- Polygonum serrulatum Guss. ex Ten.
- Polygonum setosum Jacq.
- Polygonum setosum Raf.
- Polygonum setosum Ruiz & Pav.
- Polygonum shastense W.H.Brewer
- Polygonum shastense W.H.Brewer ex A.Gray
- Polygonum shiheziense F.Z.Li, Y.T.Hou & F.J.Lu
- Polygonum shuchengense Z.Z.Zhou
- Polygonum shuense A.J.Li & B.J.Bao
- Polygonum siculum Tod. ex Lojac.
- Polygonum sivasicum Kit Tan & Yildiz
- Polygonum snijmaniae S.Ortiz
- Polygonum sodofolium Larrañaga
- Polygonum songaricum Schrenk ex Fisch. & C.A.Mey.
- Polygonum spergulariiforme Meisn. ex Small
- Polygonum sphaerocephalum Wall., 1829
- Polygonum spinulosum Bojer ex Meisn.
- Polygonum squamosum Raf.
- Polygonum striatulum B.L.Rob.
- Polygonum striatulum Rob.
- Polygonum styligerum Bruyn
- Polygonum stypticum Cham. & Schltdl.
- Polygonum subalatum Samp.
- Polygonum subaphyllum Sumnev.
- Polygonum subincanum Mart.
- Polygonum subspathaceum D.Dietr.
- Polygonum suffruticulosum Gand.
- Polygonum sumatranum Bruijn
- Polygonum sumatranum Bruyn
- Polygonum sumatranum Gand.
- Polygonum sylvaticum Skvortz
- Polygonum tachengense F.Z.Li, Y.T.Hou & F.J.Lu
- Polygonum tataricum Wall. ex Hook.f., 1886
- Polygonum tatewakianum Ito
- Polygonum tenerum Spreng.
- Polygonum tenoreanum E.Nardi & Raffaelli
- Polygonum tenue Michx.
- Polygonum tenuissimum A.I.Baranov & Skvortsov ex Vorosch.
- Polygonum tephioides D.Parodi
- Polygonum thevenaei Lesp.
- Polygonum thymifolium Jaub. & Spach
- Polygonum tomentosum Eckl. & Zeyh. ex Meisn., 1856
- Polygonum triandrous Coolidge
- Polygonum turkestanicum Sumnev.
- Polygonum undulatum Linnaeus, 1753
- Polygonum uniflorum Y.X.Ma & Y.T.Zhao
- Polygonum unifolium Small, 1900
- Polygonum urumqiense F.Z.Li, Y.T.Hou & F.J.Lu
- Polygonum utahensis Brenckle & Cottam
- Polygonum valdivianum Phil.
- Polygonum verticillatum Biroli ex Colla
- Polygonum vesulum Gand.
- Polygonum virescens Gand.
- Polygonum volchovense Tzvelev
- Polygonum volubile Sessé & Moc.
- Polygonum vvedenskyi Sumnev.
- Polygonum ×bogoriense Danser
- Polygonum ×dietrichiae Domin
- Polygonum ×pseudobellardii Hausskn.
- Polygonum ×pseudopulchellum Hausskn.

## Synonymes
Les genres suivants sont synonymes de Polygonum :
- Ampelygonum Lindl.
- Asicaria Neck.
- Avicularia (Meisn.) Börner
- Centinodia Rchb.
- Centinodium (Rchb.) Drejer
- Chulusium Raf.
- Cnopos Raf.
- Delopyrum Small
- Dentoceras Small
- Dioctis Raf.
- Discolenta Raf.
- Duravia (S.Watson) Greene
- Gononcus Raf.
- Gonopyrum Fisch. & C.A.Mey.
- Lyonella Raf.
- Lyonia Raf.
- Phyllepidum Raf.
- Pleurostena Raf.
- Polygonon St.-Lag.
- Polyonum L.